# Armando Larios Jiménez
Armando Larios Jiménez (ur. 21 maja 1951 w Pinillos, zm. 22 lipca 2021 w Monterrey) – kolumbijski duchowny katolicki, biskup diecezji Riohacha w latach 2001–2004.

## Życiorys
Wstąpił do seminarium archidiecezji Barranquilla i w tejże diecezji przyjął święcenia kapłańskie 14 sierpnia 1976. Po dziesięcioletniej pracy w parafiach archidiecezji wyjechał do Rzymu i podjął studia z teologii duchowości na Papieskim Uniwersytecie Salezjańskim, które ukończył w 1988 z tytułem licencjata. Po powrocie do Kolumbii został m.in. asystentem sekretarza Konferencji Episkopatu Kolumbii (1991-1993) oraz kanclerzem kurii
archidiecezjalnej (1993-1994).
31 maja 1994 został mianowany przez papieża Jana Pawła II biskupem diecezji Magangué. Sakry biskupiej udzielił mu 24 lipca tegoż roku abp Félix María Torres Parra.
W 2004 złożył rezygnację z urzędu, którą przyjął 5 czerwca Jan Paweł II.